# Chingle Hall
Chingle Hall is een dertiende-eeuws landhuis in het gehucht Goosnargh, vlak bij Preston (Engeland).

## Geschiedenis
Oorspronkelijk was het land waarop Chingle Hall nu staat rond 1066 in het bezit van Ughtred de Singleton. In 1260 bouwde Adam de Singleton een kleine havezate die bekendstond als Singleton Hall. Die was omgeven door een gracht en de beslagen eiken deur was bereikbaar via een kleine houten ophaalbrug, die in de zestiende eeuw vervangen werd door een bakstenen brug. De deur en de brug bestaan nog steeds, hoewel de gracht gedempt is. Het slot, dat tot Chingle Hall herdoopt werd, bleef in het bezit van de familie Singleton totdat Eleanor Singleton, de laatste in lijn, in 1585 stierf. Het huis ging toen over in handen van de familie Wall via het huwelijk van William Hall met Anne Singleton. Hun zoon Anthony Wall, die burgemeester van Preston was, stierf er in 1601. In 1680 werd het huis naar het westen uitgebreid. De Walls hielden het slot in bezit tot het midden van de achttiende eeuw, toen het overging naar een lokale tak van de familie Singleton.
Vanaf 1794 was het huis eigendom van de familie Farrington, die het enkele honderden jaren in bezit hield, tot het gekocht werd door de familie Longton. In 1945 werd het huis gehuurd door de Howarths, die het in 1960 kochten. Nadat meneer Howarth stierf stond het huis leeg en werd het slachtoffer van vandalisme, totdat John en Sandra Coppleston-Bruce in 1986 het huis kochten en restaureerden. In februari 1995 werd het verkocht aan de familie Kirkham.
De huidige eigenaar is een lokaal historicus die een gedetailleerd onderzoek heeft gedaan naar Chingle Hall en de families die er sinds de bouw gewoond hebben. Het huis en de tuinen zijn privé bezit en zijn niet open voor het publiek.

## Sint John Wall
Sommige beweren dat de heilige John Wall in 1620 geboren was op het slot. Het is echter onwaarschijnlijk dat hij lid was van de familie Wall uit Preston. Hij werd een rooms-katholieke priester in 1641.
Men zegt dat Chingle Hall door de katholieken gebruikt werd als gebedshuis tijdens de contrareformatie toen het in Engeland illegaal was de mis te lezen. In 1678 werd John Wall aangehouden bij Rushock Court vlak bij Bromsgrove. Hij werd naar de gevangenis van Worcester gestuurd, waar hij het leven mocht behouden als hij zijn religie zou verzaken. Hij weigerde, en werd teruggebracht vanuit Worcester. Op 22 augustus 1679 werd hij op Redhill geradbraakt en gevierendeeld. Zijn gevierendeelde lichaam werd aan zijn vrienden gegeven en begraven op het kerkhof van St. Oswald. Ene meneer Levison beweerde het hoofd van de martelaar te hebben verkregen. Dit werd gekoesterd door de broeders in Worcester tot aan de ontbinding van dat huis tijdens de Franse Revolutie. De franciscaner nonnen in Taunton beweren een tand en een bot van de martelaar te hebben. In 1970 werd hij door paus Paulus VI heilig verklaard.

## Spokerijen
Volgens sommigen zou er veel paranormale activiteit plaatsvinden op Chingle Hall.
In de kapel bevinden zich een aantal houten balken in het plafond. Op sommige staan onbekende symbolen, waarschijnlijk relieken van een eerder gebruik elders. Toen stukken hout wetenschappelijk werden onderzocht, bleken zij een hoog zoutgehalte te bevatten, en zouden veel ouder zijn dan het huis, wat aangeeft dat het waarschijnlijk scheepshout was dat opnieuw gebruikt werd.
In de jaren zeventig van de vorige eeuw zou een van de balken die een sectie van de kapel bedekt spontaan vlam gevat hebben, en het vuur zou net zo snel uitgegaan zijn als het opgelaaid was. Vandaag de dag is daar echter geen bewijs van te vinden.
In de keuken zou er een potten verplaatsende klopgeest actief zijn, en in de hal en op de trap beweren sommigen visioenen van monniken waargenomen te hebben. In de voormalige kamer van Eleanor de Singleton, die stierf op haar achttiende en waarvan gezegd werd dat ze waanzinnig was, zou het het meeste spoken.
Op eerste kerstdag 1980 brachten Gerald Main en spokenjager Terence Whitaker enige tijd door op het slot. Tijdens een nachtwake beweerden ze tikkende geluiden waargenomen te hebben afkomstig uit de "priesterschuilplaatsen". Ten tijde van de klopgeluiden zeiden ze "een duidelijke daling in de temperatuur" waargenomen te hebben, en een "ondefinieerbare vorm" over de vloer zagen gaan.
In 1985 vertelde een bezoeker in de priesterkamer het geluid waar van verschuivende bakstenen gehoord te hebben, die ook uit de schuilplaats leken te komen. Hij zei naar binnen gekeken te hebben en een deel van een menselijke hand een baksteen zag verschuiven. Terwijl hij keek verdween de hand. Deze getuige wist later het geluid van voetstappen op band vast te leggen, en een schimmige vorm op video. Later werden er bakstenen gevonden op de vloer van de kapel op de begane grond.
Een team van de Northern Anomalies Research Organisation bezocht Chingle Hall. Gedurende hun bezoek wist een lid van de groep twee foto's te maken van oranje lichten net onder het plafond. De onderzoeker zag deze lichten niet, maar wel flikkerende witte lichtjes die hem de foto's deden nemen in de kapelkamer, terwijl hij zelf in het donker stond. Verschillende mensen in het huis beweerden het licht gezien te hebben. Toen er bandrecorders gebruikt werden, werden er geluiden in de priesterkamer gehoord en opgenomen, maar in de gang daarbuiten werd niks gehoord of opgenomen.